# Talanx
Talanx AG est un groupe d'assurances allemand dont le siège social se situe à Hanovre. Ses activités principales sont l'assurance, la réassurance et la gestion d'actifs. En termes de primes brutes émises, Talanx est le troisième grand assureur en Allemagne et fait partie des dix plus grandes compagnies d'assurance en Europe. Le groupe est contrôlé par 
HDI Haftpflichtverband der Deutschen Industrie. Le groupe Talanx est un fournisseur multimarques, regroupant des enseignes prestigieuses telles que HDI et Hannover Re. Le groupe est coté au MDAX.
Le groupe est actif dans plus de 175 pays, notamment en Europe centrale et orientale et en Amérique latine.

## Histoire

Logo de HDI

L'histoire de Talanx AG remonte à la création du HDI Haftpflichtverband der Deutschen Industrie en 1903 à Francfort-sur-le-Main. Le siège a été transféré à Hanovre en 1919. Avec l'ouverture aux clients privés, les affaires de masse ont commencé à partir de 1953. Dans les années 1990, une restructuration a commencé, favorisée par l'introduction en bourse de Hannover Re en 1994. Cela a permis des investissements, notamment dans le domaine des assurances-vie.
En 1996, HDI Beteiligung AG a été fondée, agissant en tant que holding financière. La même année, l'acquisition de la Targo Versicherungen a marqué le début des activités de bancassurance au sein du groupe. Ces activités ont encore été développées en 1998 avec la création de PB Versicherungen en collaboration avec la Postbank. Afin d'éviter toute confusion avec la marque HDI, la HDI Beteiligung AG est rebaptisée Talanx AG en 1998. Depuis, la fonction de direction du groupe a été reprise par Talanx.

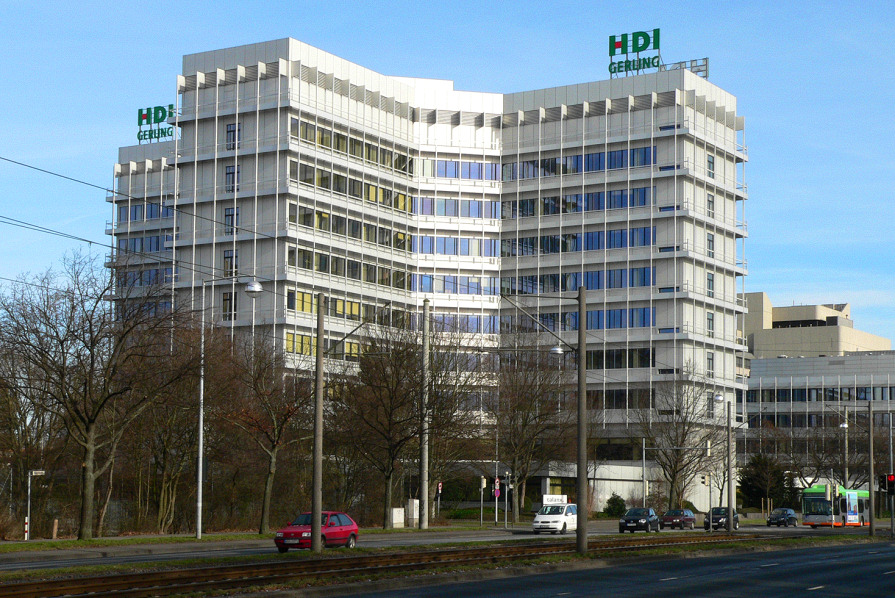
Bâtiment HDI à Hanovre

En 1999, les sociétés Talanx Asset Management GmbH et Ampega Investment GmbH ont été créées en tant que sociétés de gestion d'actifs. En 2001, Ampega a également étendu ses activités pour couvrir les investissements fonds.
Au cours des années suivantes, Talanx a investi massivement en Europe centrale et orientale, notamment en Bulgarie et en Hongrie, et a acquis en 2012 l'entreprise polonaise Warta. En 2006, Talanx a acquis le groupe Gerling, avec l'activité d'assurance sous la marque HDI-Gerling. Une autre restructuration a suivi, et en 2015/16, le nom Gerling a été complètement retiré du groupe, devenant HDI Global SE,.
Talanx a également étendu sa présence en Amérique latine par des acquisitions à partir de 2011, notamment en Argentine, Uruguay, Mexique, Brésil, Chili et en Colombie,. Après plusieurs reports, l'introduction en bourse de Talanx a été réalisée en decembre 2012 au MDAX. Malgré certains défis, tels que la Pandémie de Covid-19, Talanx a réussi en 2021 à réaliser pour la première fois un bénéfice de plus d'un milliard d'euros.
Après avoir été rétrogradée temporairement dans le SDAX, Talanx est à nouveau entrée dans le MDAX en octobre 2021.
En mai 2023, Talanx a annoncé l'acquisition Liberty Seguros au Brésil, par l'intermédiaire de HDI International, ce qui permet au groupe d'occuper la deuxième position sur le marché brésilien de l'assurance dommages. En mars 2024, Talanx, sous la direction de HDI International AG, a finalisé l'acquisition des opérations de Liberty Seguros au Chili, en Colombie et en Équateur, consolidant ainsi sa position en tant que deuxième assureur dommages en Amérique latine.

## Structure

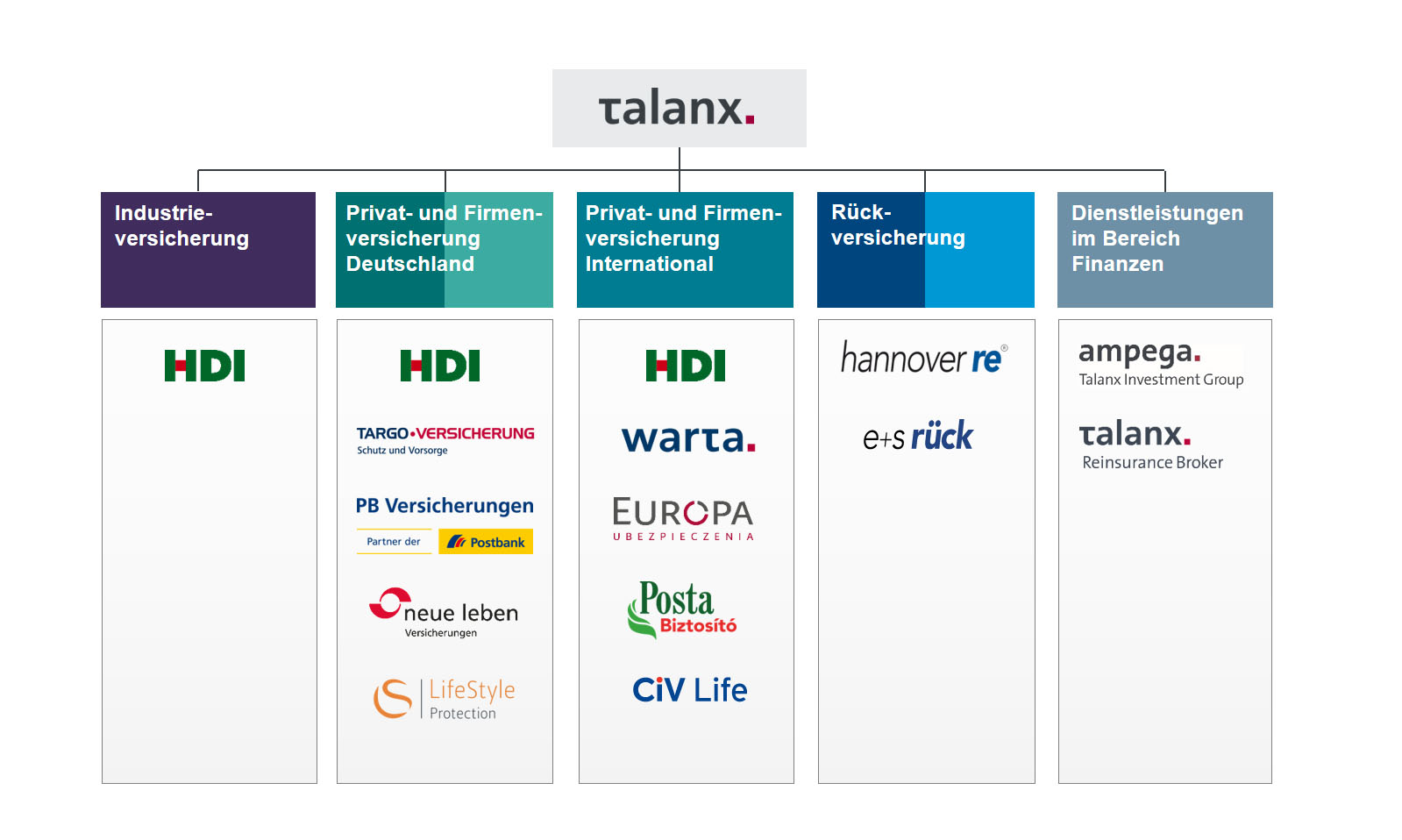
Structure du groupe Talanx

Talanx est dirigé par Talanx AG, qui assume les fonctions d'une société de gestion et de holding financière au sein du groupe,.
Le groupe Talanx opère dans divers segments et marques spécifiques pour répondre aux besoins de sa clientèle:
- Ampega : Ampega Investment GmbH, Ampega Asset Management GmbH et Ampega Real Estate GmbH sont responsables de la gestion d'actifs et des activités de fournisseur de fonds destinées aux clients  institutionnels et privés.
- CiV Life: opère à l'échelle internationale dans le secteur de l'assurance des particuliers et des entreprises.
- Hannover Re[18].
- HDI Group: groupe d'assurance regroupant les entités suivantes: HDI AG, HDI Deutschland AG, HDI Kundenservice AG, HDI Lebensversicherung AG, HDI Pensionskasse AG, HDI Versicherung AG, HDI Global SE, HDI International AG, HDI Global Specialty SE.
- LifeStyle Protection: spécialisée dans les couvertures et assurances intégrées liées aux produits bancaires, et coopère avec de nombreuses  banques et fintechs.
- Neue Leben en coopération avec les Sparkassen[18].
- PB Versicherungen : en coopération avec la Postbank.
- Posta Biztosító: en coopération avec la Magyar Posta dans le secteur de la bancassurance.
- Targo Versicherungen: en coopération avec la Targobank.
- TU Europa: opère dans le domaine de la bancassurance en Pologne.
- WARTA: basée en Varsovie, filiale de HDI International AG[19].